# Rand Paul
Randal Howard Paul (Pittsburgh, 1963. január 7. –) republikánus párti amerikai politikus, Kentucky állam küldötte az Amerikai Egyesült Államok Szenátusában, Ron Paul képviselő fia, jelölt a 2016-os amerikai elnökválasztáson.

## Élete
Rand Paul a pennsylvaniai Pittsburghben született 1963-ban egy ötgyermekes család harmadik gyerekeként. Apja, Ron Paul, katonaorvos volt, később pedig képviselő a szövetségi kongresszusban. 1965-ben a család Texasba költözött.
Paul a Baylor Egyetemen és a Duke Egyetemen tanult. 1988-ban szerzett orvosi diplomát. Ezután két évig Atlantában volt szakmai gyakorlaton. Itt ismerkedett meg későbbi feleségével, a Kentuckyból származó Kelley Ashbyvel.
Paul és Ashby 1991-ben házasságot kötött, és Kentuckyba, Bowling Greenbe költöztek, ahol Paul szemészeti rendelőt nyitott. A házaspárnak három fia született: William, Duncan és Robert. Rand Paul aktív volt a Lions Club nevű jótékonysági szervezetben, és Southern Kentucky Lions Eye Clinic néven szemészeti klinikát nyitott, ahol a rászorulók ingyenes szemészeti ellátásban részesülhettek.

## Politikai tevékenysége
Rand Paul 1994-ben kezdett politikával foglalkozni, amikor megalapította a Kentucky Taxpayers United (Kenucky-i Adófizetők Egyesülete) nevű társadalmi szervezetet, amely az állami szintű költségvetési politikára összpontosított Kentuckyban. A szervezet 2000-ben feloszlott, de Paul érdeklődése a politika iránt megmaradt, és 2008-ban bekapcsolódott az akkor indult Tea Party mozgalomba. 2010-ben sikeresen indult a szenátusi választáson, és 2011. január 3. óta Mitch McConnell mellett ő a másik Kentuckyt képviselő szenátor.

## Politikai nézetei
Rand Paul politikai nézetei libertarianizmus és a konzervativizmus elemeit egyesítik. 

## Elnökjelöltség
Rand Paul 2015. április 7-én bejelentette, hogy indul a 2016-os amerikai elnökválasztáson.